# Kern Martin
Kern Martin (Magyarország, 2006. március 23. –) magyar utánpótlás-válogatott labdarúgó, jelenleg a Puskás Akadémia középpályása.

## Pályafutása

### Klubcsapatokban
A Puskás Akadémia saját nevelésű játékosaként az NB I 2023–24-es kiírásának 16. fordulójában mutatkozott be az élvonalban, 17 évesen. 2024 nyarán szerződött az osztrák bajnoki címvédő Sturm Grazhoz.
A 2024–25-ös szezonban a Sturm második csapatában, az osztrák másodosztályban 26 bajnoki mérkőzésen kapott játéklehetőséget, míg az UEFA Ifjúsági Ligában 6 alkalommal lépett pályára.
2025 nyarán visszatért a Puskás Akadémiához, ahová 2029 nyaráig szóló szerződést írt alá.

### A válogatottban
Többszörös utánpótlás-válogatott, 2023-ban csapatkapitányként vett részt a hazai rendezésű U17-es Európa-bajnokságon, amelyen egy gólt szerzett.

## Statisztika

### Klubcsapatokban
2025. augusztus 10-i állapot szerint.
| Klub               | Szezon         | Bajnokság      | Bajnokság | Bajnokság | Kupa  | Kupa  | Nemzetközi | Nemzetközi | Egyéb | Egyéb | Összesen | Összesen |
| Klub               | Szezon         | Liga           | Mérk.     | Gólok     | Mérk. | Gólok | Mérk.      | Gólok      | Mérk. | Gólok | Mérk.    | Gólok    |
| ------------------ | -------------- | -------------- | --------- | --------- | ----- | ----- | ---------- | ---------- | ----- | ----- | -------- | -------- |
| Puskás Akadémia II | 2021–22        | NB III         | 1         | 0         | —     | —     | —          | —          | —     | —     | 1        | 0        |
| Puskás Akadémia II | 2022–23        | NB III         | 21        | 5         | —     | —     | —          | —          | —     | —     | 21       | 5        |
| Puskás Akadémia II | 2023–24        | NB III         | 9         | 1         | —     | —     | —          | —          | —     | —     | 9        | 1        |
| Puskás Akadémia II | Összesen       | Összesen       | 31        | 6         | —     | —     | —          | —          | —     | —     | 31       | 6        |
| Puskás Akadémia    | 2022–23        | NB I           | 2         | 0         | 0     | 0     | —          | —          | —     | —     | 2        | 0        |
| Puskás Akadémia    | 2023–24        | NB I           | 0         | 0         | —     | —     | —          | —          | —     | —     | 0        | 0        |
| Puskás Akadémia    | Összesen       | Összesen       | 2         | 0         | 0     | 0     | —          | —          | —     | —     | 2        | 0        |
| Sturm Graz II      | 2024–25        | 2. Liga        | 26        | 0         | —     | —     | —          | —          | —     | —     | 26       | 0        |
| Sturm Graz II      | 2025–26        | 2. Liga        | 1         | 0         | —     | —     | —          | —          | —     | —     | 1        | 0        |
| Sturm Graz II      | Összesen       | Összesen       | 27        | 0         | —     | —     | —          | —          | —     | —     | 27       | 0        |
| Puskás Akadémia    | 2025–26        | NB I           | 1         | 0         | —     | —     | —          | —          | —     | —     | 1        | 0        |
| Teljes karrier     | Teljes karrier | Teljes karrier | 61        | 6         | —     | —     | —          | —          | —     | —     | 61       | 6        |